# Mali Pesak
Mali Pesak (izvirno srbsko Мали Песак; madžarsko Kishomok) je naselje v Srbiji, ki upravno spada pod Občino Kanjiža; slednja pa je del Severnobanatskega upravnega okraja.

## Demografija
V naselju živi 95 polnoletnih prebivalcev, pri čemer je njihova povprečna starost 46,7 let (46,2 pri moških in 47,2 pri ženskah). Naselje ima 52 gospodinjstev, pri čemer je povprečno število članov na gospodinjstvo 2,21.
|  |

| Demografija | Demografija     | Demografija     |
| Leto        | Št. prebivalcev | Št. prebivalcev |
| ----------- | --------------- | --------------- |
|             |                 |                 |
|             |                 |                 |
|             |                 |                 |
|             |                 |                 |
| 1948        | 390             |                 |
| 1953        | 382             |                 |
| 1961        | 269             |                 |
| 1971        | 294             |                 |
| 1981        | 165             |                 |
| 1991        | 150             | 150             |
| 2002        | 115             | 115             |
|             |                 |                 |

| Etnična sestava po popisu iz leta 2002 | Etnična sestava po popisu iz leta 2002 | Etnična sestava po popisu iz leta 2002 | Etnična sestava po popisu iz leta 2002 | Etnična sestava po popisu iz leta 2002 |
| -------------------------------------- | -------------------------------------- | -------------------------------------- | -------------------------------------- | -------------------------------------- |
| Madžari                                | Madžari                                |                                        | 115                                    | 100,0%                                 |
| Neznano                                | Neznano                                |                                        | 0                                      | 0,0%                                   |